# 딥 식스 (1958년 영화)
《딥 식스》(The Deep Six)는 미국에서 제작된 루돌프 마테 감독의 1958년 영화이다. 마틴 디브너의 동명의 소설 The Deep Six에 기반을 둔다. 앨런 래드 등이 주연으로 출연하였고 앨런 래드 등이 제작에 참여하였다.

## 출연

### 주연
- 앨런 래드
- 다이안느 포스터
- 윌리엄 벤딕스

### 조연
- 키넌 윈
- 제임스 휘트모어
- 에프렘 짐발리스트 주니어
- 조이 비숍
- 바바라 에일러
- 로스 바그다사리언
- 자넷 놀런
- 월터 리드
- 피터 한센
- 리처드 크레인
- 페리 로페즈
- 워렌 더글러스
- 네스토 파이바
- 로버트 클락
- 앤 도란
- 제리 매더스
- 프란즈 로엔
- 로버트 화이트사이드

## 기타
- 의상: 하워드 수프